# 千葉県立東葛の森特別支援学校
千葉県立東葛の森特別支援学校（ちばけんりつ とうかつのもりとくべつしえんがっこう）は、千葉県流山市に所在する高等部単独の特別支援学校。知的障害のある生徒を対象としている。千葉県立柏特別支援学校から高等部が分離・独立し、2022年に開校した。

## 概要
通学区域は柏市北部および流山市で、生徒は自力通学、保護者による送迎、あるいはスクールバスを利用して通学している。スクールバスは5コース運行されている。学校では自校給食を提供している。制服としてブレザー型の標準服が指定されている。近隣の千葉県立流山おおたかの森高等学校との間で学校間交流や共同学習が行われている。

## 沿革
- 2021年（令和3年）9月 - 校名決定[5]
- 2022年（令和4年）4月 - 開校

## 生徒数
- 85名（2025年度）[2]

## 主な進学元
- 千葉県立柏特別支援学校

## 施設概要
- 着工：令和2年（2020年）8月[6]
- 竣工：令和3年（2021年）10月
- 設計：鈴木建築設計事務所[7]
- 監理：晃設計事務所
- 施工会社[5]
  - 建築：鎌形・ナリコー特定建設工事共同企業体
  - 電気：会田電業 株式会社
  - 機械：株式会社 早見設備
- 建物：
  - 教室棟（食堂棟）：鉄筋コンクリート造（一部鉄骨造） 地上3階建
  - ポンプ室棟：鉄骨造 平屋建
  - 電気・発電機室棟：鉄骨造 平屋建
  - 窯場棟：鉄骨造 平屋建
  - 渡り廊下棟：鉄骨造 平屋建
  - グラウンド（流山高等学園と共用）
- 建築面積
  - 教室棟（食堂棟）：2,848.07㎡
  - ポンプ室棟：15.13㎡
  - 電気・発電機室棟：67.91㎡

窯場棟：29.49㎡
  - 渡り廊下棟：118.17㎡
  - 延べ面積 教室棟（食堂棟）：5,104.69㎡
  - 電気・発電機室棟：67.91㎡
  - ポンプ室棟：15.13㎡  窯場棟：27.09㎡

## 所在地
〒270-0145　千葉県流山市名都借140-1（千葉県立特別支援学校流山高等学園第二キャンパス敷地内）

## アクセス
- JR常磐線・東武アーバンパークライン「柏駅」より、東武バス「運転免許センター」行きに乗車、「流山高等学園第二キャンパス入口前」下車、徒歩7分。
- JR常磐線各駅停車（東京メトロ千代田線直通）「南柏駅」より、徒歩25分。